# Brothers & Sisters
«Brothers & Sisters» (с англ. — «Братья и сёстры») — песня британской группы Coldplay, выпущенная в 1999 году в качестве их первого сингла вслед за их первым мини-альбомом Safety e.p., вышедшим годом ранее. Позже сингл был переиздан в качестве мини-альбома. Песня занимала 107-ю строчку в британском национальном сингл-чарте.

## О песне
После образования в 1998 году и самостоятельного распространения демозаписи под названием Safety Coldplay вступают в переговоры с небольшим лейблом Fierce Panda Records, который обязуется выпустить дебютный сингл группы. Запись была завершена за 4 дня и обошлась группе в £400. Было выпущено 1 500 виниловых копий.
Сторону «Б» занимают песни «Easy to Please» и «Only Superstition». Атмосферические звуки, присутствующие в «Easy to Please», были получены путём направления микрофона на мокрую дорогу вне студии. «Only Superstition» отсутствует на 7" версии сингла.
Новая версия песни «Brothers & Sisters» позднее появилась в качестве би-сайда на сингле «Trouble».
Сингл был переиздан в США в 2002 году в качестве мини-альбома на лейбле Brash Records.

## Список композиций
| №  | Название             | Длительность |
| -- | -------------------- | ------------ |
| 1. | «Brothers & Sisters» | 4:05         |
| 2. | «Easy to Please»     | 3:01         |
| 3. | «Only Superstition»  | 3:48         |

## Участники записи
- Крис Мартин (англ. Chris Martin) — вокал, гитара
- Джонни Баклэнд (англ. Jonny Buckland) — гитара
- Гай Берримен (англ. Guy Berryman) — бас-гитара
- Уилл Чемпион (англ. Will Champion) — ударные